# Красноярський завод кольорових металів
«Красноярський завод кольорових металів ім. В.Гулідова» (ВАТ «Красноярский завод цветных металлов им. В.Гулидова», ВАТ «Красцветмет») — один із найбільших у світі і єдиний серед країн СНД продуцент усіх МПГ (платини, паладію, родію, рутенію, іридію, осмію) та золота і срібла. Розташований у Росії.

## Історія
Веде свої початки від 1943 р.

## Характеристика
Переробляє всі сучасні види сировини, які містять дорогоцінні метали: концентрати золота і платинових металів, шліхові платину і золото, вторинну сировину. Випускаються мірні (масою 1000, 500, 250 г) та штамповані (масою від 1 до 100 г) зливки золота, мірні зливки платини, паладію, срібла, а також сполуки МПГ, монокристалічний кремній (напівпровідник).